# Black Panther (série télévisée d'animation)
 (décembre 2017).
Si vous disposez d'ouvrages ou d'articles de référence ou si vous connaissez des sites web de qualité traitant du thème abordé ici, merci de compléter l'article en donnant les références utiles à sa vérifiabilité et en les liant à la section « Notes et références ».
Pour les articles homonymes, voir Black Panther.
Black Panther est une série télévisée d'animation basée sur les comics La Panthère noire, créée par Marvel Animation pour la chaîne BET Networks. La série est composée d'une saison de 6 épisodes de 20 minutes chacun. 

## Synopsis
Au cœur de l'Afrique se trouve le Wakanda, une civilisation cachée avancée et invincible. 
Dans ce pays vit une famille de rois-guerriers possédant une vitesse, une force et une agilité supérieures ce sont eux qui gouvernent le royaume du Wakanda. Le dernier en date est le jeune roi T'Challa, le grand héros connu dans le monde entier sous le nom de Black Panther (exprimé par Djimon Hounsou, Blood Diamond et Gladiator). Maintenant, les étrangers se réunissent une fois de plus pour envahir et piller son pays. C'est Klaw, un assassin belge reconnu mondialement qui apporte une puissante armée de mercenaires super-armés. Même avec la puissance du Wakanda et ses propres capacités surhumaines, le Black Panther peut-il l'emporter contre cette force d'invasion mortelle? Marvel Animation et BET Networks s'associent pour créer cette mini-série animée épique. Black Panther présente des personnages classiques de Marvel comme Captain America, Storm ou Tornade et le Juggernaut dans un thriller politique tendu.